# Adolf Siemens
Wilhelm Adolf Siemens (geboren 4. März 1811 in Pyrmont; gestorben 30. Juni 1887 in Berlin) war ein deutscher Offizier. Er war preußischer Generalmajor und Artillerist aus der Familie Siemens.

## Leben
Adolf Siemens war ein Sohn des Herzoglich Braunschweigischen Amtsmannes und Erfinders Franz Ernst Siemens. Er begann seine militärische Karriere am 1. Mai 1829 mit dem Eintritt als Kadett in die hannoversche Artilleriebrigade. Dort wurde er am 13. November 1832 zum Sekondeleutnant sowie am 28. Dezember 1839 zum Premierleutnant befördert. 1847 verbesserte Siemens den Bormannschen Dosen- oder Ringzünder für Schrapnells und auch das Geschoss selbst, welches in der neuen Form vom Deutschen Bund angenommen wurde. 1849 nahm er am Feldzug gegen Dänemark und 1866 am Krieg gegen Preußen teil.
Nach der Auflösung der Hannoverschen Armee trat Siemens am 19. März 1867 als Oberstleutnant in preußische Dienste, wurde zur Artillerie-Prüfungskommission kommandiert, deren Vorsitzender er später war und wirkte 1868 für die Beibehaltung der Krupp'schen Geschütze bei der deutschen Marine. Siemens erhielt im Januar 1869 den Roten Adlerorden IV. Klasse und wurde 1872 als Generalmajor zur Disposition gestellt.
Er lebte seitdem in Stuttgart, trat aber später in das Werner Siemenssche Institut ein, erfand einen elektrischen Distanzmesser, ein System zum Abfeuern von Geschützen auf elektrischem Weg, eine Methode zum Messen der Geschossgeschwindigkeit im Geschützrohr und mehr. Er verstarb in Berlin und wurde auf dem dortigen Friedhof in der Hasenheide am 4. Juli 1887 beigesetzt.

### Familie
Siemens war mit Antonie Cleve (* 1827; † 29. September 1896 in Berlin) verheiratet.